# Taiyuan
Taiyuan is de hoofdstad van de noordelijke provincie Shanxi, Volksrepubliek China. De stad wordt wel aangeduid met Drakenstad. Tevens is Taiyuan een prefectuur. Bij de volkstelling van 2020 had de stad zelf 4.303.673 inwoners, de prefectuur had 5.304.061 inwoners.

## Economie
In Taiyuan staat een grote staalfabriek van Taiyuan Steel, thans een onderdeel van staalgigant Baowu.
De luchthaven Taiyuan Wusu International Airport is door de metro van Taiyuan met het stadscentrum verbonden.

## Stedenbanden
- Saint-Denis (Frankrijk), sinds 2012

## Bezienswaardigheid
- Grote Boeddha van Mengshan

## Bekende inwoners van Taiyuan

### Geboren
- Lü Bicheng (1883-1943), schrijfster

### Overleden
- Marie Adolphine (1866-1900), katholieke zuster, terechtgesteld in Taiyuan
- Amandina van Schakkebroek (1872-1900), katholieke zuster, terechtgesteld in Taiyuan